# تریومف رنوین
تریومف رنوین (Triumph Renown) خودرویی است که در سال‌های ۱۹۴۶–۱۹۵۴. ۱۵،۴۹۱ made تولید شده‌است.
موتور آن ۱۷۶۶ سی‌سی سیستم جعبه‌دندهٔ آن به صورت دستی است.